# Chris Achilleos

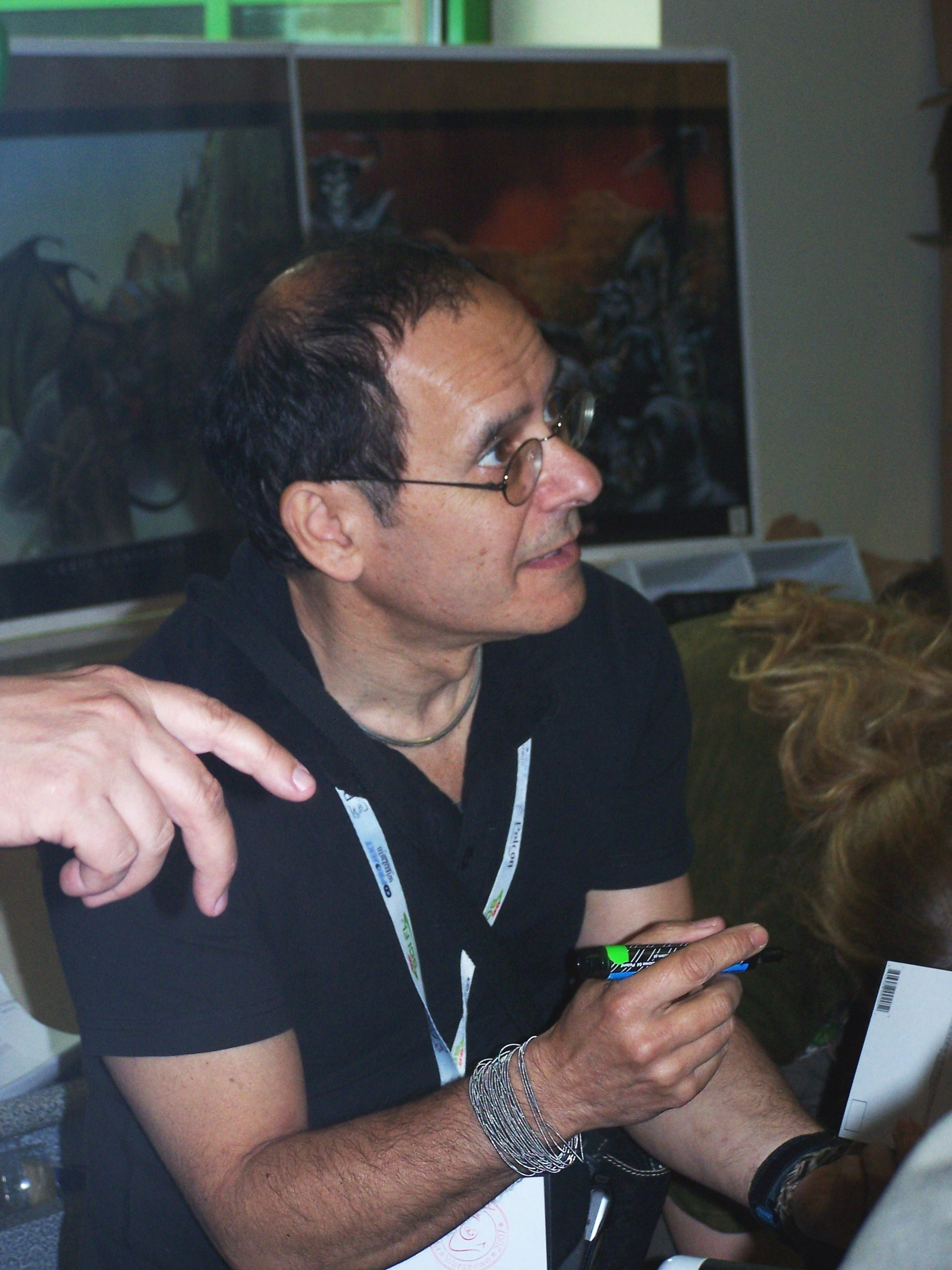
Chris Achilleos (2007)

Christos „Chris“ Achilleos (* 26. August 1947 in Famagusta, Britisch-Zypern; † 6. Dezember 2021 in Bridgwater, England) war ein zypriotisch-britischer Maler und Illustrator, der sich auf Fantasy-Kunstwerke und Glamour-Illustrationen spezialisiert hatte.

## Leben
Geboren in Famagusta, Zypern, emigrierte seine Familie 1959 in das Vereinigte Königreich, wo er lebte. Er besuchte das Hornsey College of Art.
Seine Arbeiten erschienen in den Zeitschriften Heavy Metal und RadioTimes, auf Buchumschlägen (einschließlich Serien, die auf der Figur Conan der Cimmerier basieren, der Fernsehserie Doctor Who und Star Trek, sowie der Fighting-Fantasy-Spielbuchreihe), und in Sammlungen seiner eigenen Werke. 
Er war auch an verschiedenen Filmprojekten beteiligt, darunter Heavy Metal und Willow als Konzeptkünstler, (sein ikonisches Posterbild von 1980 mit Taarna und ihrem vogelähnlichen Reittier ist weiterhin auf der DVD-Veröffentlichung zu sehen) und entwarf ein Poster für den Film Blade Runner, das jedoch nie veröffentlicht wurde.
Achilleos entwarf das umstrittene Cover für das Whitesnake-Album Lovehunter von 1979, das eine nackte Frau zeigt, die auf einer riesigen Schlange reitet. In einem Interview mit MelodicRock erklärte Gary Hughes, dass Achilleos danach „eine Politik verfolgte, nicht mehr mit Bands zu arbeiten“. Das Originalbild, zusammen mit mehreren anderen Werken, wurde ihm in den 1980er Jahren gestohlen und an einen privaten Sammler verkauft. Dennoch entwarf er 2003 ein Albumcover und Artwork für die Rockoper Once and Future King Part I von Gary Hughes.
Sein Einfluss war auch im Musikvideo von Kate Bush zu "Babooshka" spürbar, in dem das Kostüm der Figur dem Titelbild ähnelt, das er für die Heldin des Romans Raven – Swordsmistress of Chaos von 1978 schuf.
Nach 1990 arbeitete er hauptsächlich an der Gestaltung von Fantasy-Sammelkarten und verkaufte Drucke und Originalkunstwerke.
Chris Achilleos starb am 6. Dezember 2021 im Alter von 74 Jahren.